# Fortran Builder
Fortran Builder は日本ニューメリカルアルゴリズムズグループ株式会社（日本 NAG）が開発・販売している Fortran 用の統合開発環境 (IDE) である。

## 概要
ソースコードエディタやデバッガ、プロジェクト管理など IDE として一通りの機能を備えている。
コンパイラには最新の NAG Fortran Compiler が使われており、その特徴として、コンパイル時と実行時におけるプログラムチェックの厳しさが挙げられる。
これにより、実行結果の信頼性が高く、移植性に優れた Fortran ソースコードの作成が可能となっている。
数値計算と可視化のライブラリも搭載されている（LAPACK 等）。
また、NAG 数値計算ライブラリがインストールされていれば、それをシームレスにリンクすることができる。